# 世博大道
世博大道位于2010年上海世博会浦东园区内，北起南浦大桥，西南至雪野二路，长5390米，宽45米，设计车速为每小时40千米。世博中心、世博文化中心、世博轴、世博公园、后滩公园、白莲泾公园等建筑和公园都在该路设有出入口。日本馆、西班牙馆、法国馆、英国馆、意大利馆等都位于该路南侧。世博道路原本為浦明路的一部分，後來於2008年10月定名「世博大道」。
由於世博大道將世博文化公园和滨江湿地一分為二，2019年底，世博大道地下工程开工。改造后的世博大道西起通耀路，东至长清北路，全长2353米。其中下穿式地道全长1350米，为双向6车道。世博文化公园和后滩公园连成一片。2021年10月28日上午10时28分，世博大道主线通车。